# Biegen
Biegen è una frazione del comune tedesco di Briesen (Mark).